# Národní park Neusiedler See - Seewinkel
Národní park Neusiedler See - Seewinkel (německy Nationalpark Neusiedler See - Seewinkel) se nachází na východě Rakouska při Neziderském jezeře na území spolkové země Burgenland. Jak vyplývá z jeho názvu, zahrnuje i oblast Seewinkel ležící východně od Neziderského jezera. Spolu s přilehlým národním parkem Fertő–Hanság na maďarské straně hranic pokrývá území o rozloze přes 300 km². Část této oblasti je rovněž zapsána na seznamu světového kulturního dědictví pod názvem „Kulturní krajina Neziderského jezera“.

## Historie ochrany území

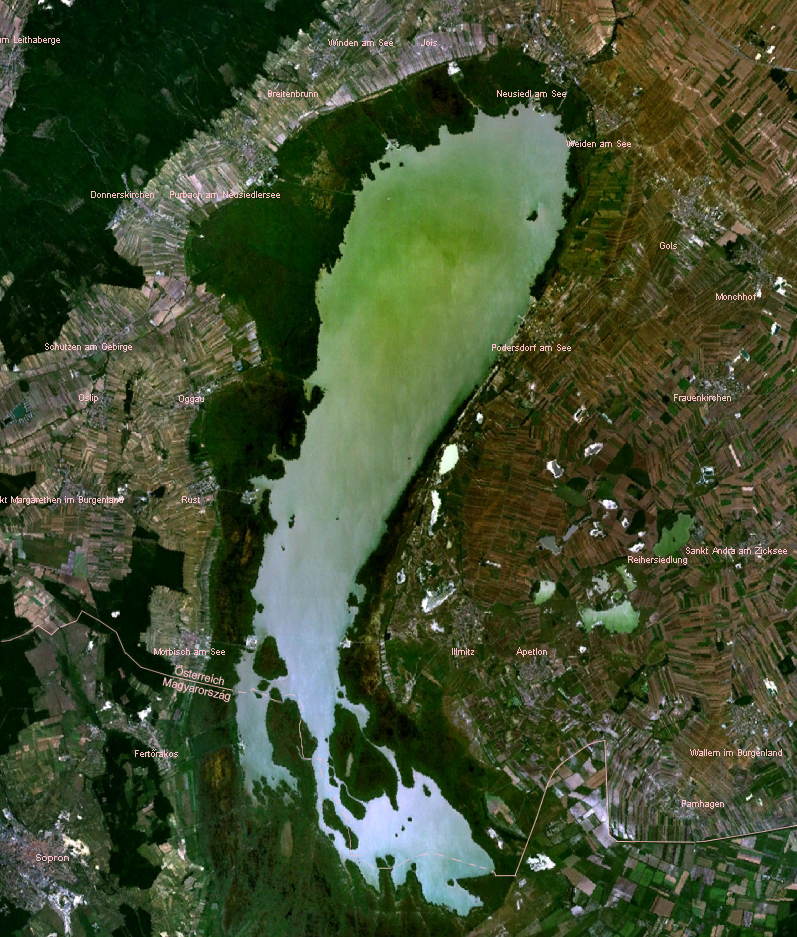
Satelitní snímek Neziderského jezera a okolí

První snahy o ochranu místní přírody se objevily mezi světovými válkami, kdy zde prováděli výzkum přírodovědci Vídeňské univerzity. Práci zde odvedli například Gustav Wendelberger, Lothar Machura, Hans Freundl či Friedrich Kasy.
V roce 1954 se s pomocí darů podařilo v přestavěné loděnici u města Neusiedl am See zřídit biologickou stanici. Roku 1960 byla tato stanice převzata spolkovou zemí Burgenland, ale ještě téhož roku vyhořela. Až roku 1971 byla zřízena dnešní stanice v obci Illmitz, jež je detašovaným pracovištěm oddělení ochrany přírody burgenlandské vlády.
V roce 1963 byla v sousedním Apetlonu založena rakouská pobočka Světového fondu na ochranu přírody. Byly rovněž zrušeny plány na stavbu mostu přes Neziderské jezero. Záhy okolo jezera vznikla chráněná krajinná oblast Neziderské jezero (Landschaftsschutzgebiet Neusiedler See), jež zahrnuje téměř zcela i dnešní národní park.
V roce 1977 byla vyhlášena biosférická rezervace Neziderské jezero. V roce 1988 si vlády Maďarska a Rakouska vyjasnily své záměry a myšlenka na zřízení národního parku po obou stranách hranice získala konkrétní podobu. Maďarský národní park Fertő-Hanság vznikl roku 1991, ten rakouský pak 29.11.1992, přičemž hned roku 1993 byl rozšířen o jezero Lange Lacke a okolí.

## Charakteristika národního parku

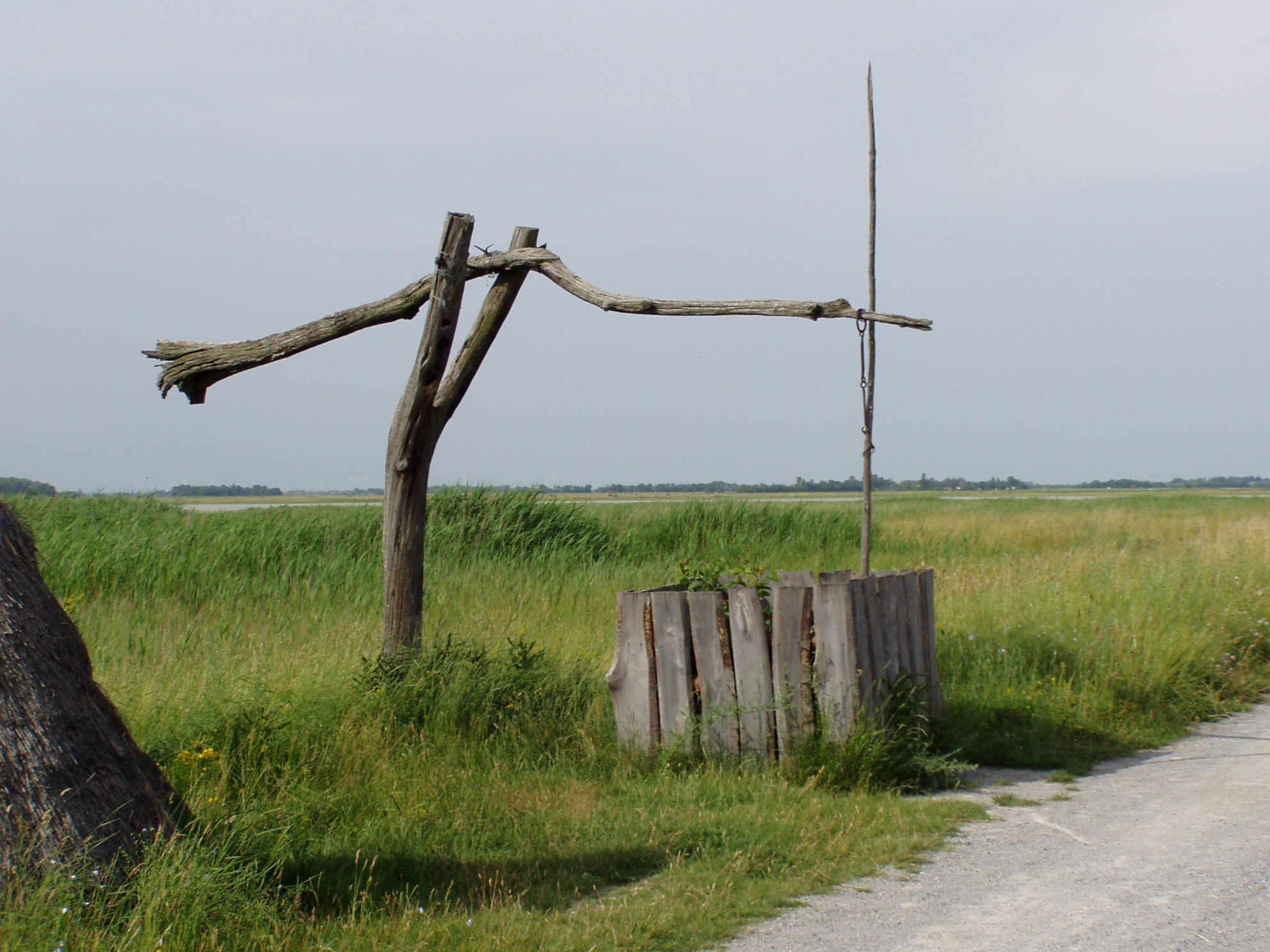
Studna u jezera Lange Lacke

Přibližně polovina území národního parku Neusiedler See - Seewinkel je chápána jako přírodní zóna, je zde tedy vyloučeno jiné využití krajiny. Zbylou část tvoří převážně kulturní krajina a vyžaduje udržování člověkem.
Zdejší stepní krajině dominuje mělké Neziderské jezero obklopené pásem rákosu. Množství menších mělkých jezírek se nachází také východněji v oblasti zvané Seewinkel. Tato jezera jsou nazývána Lacken, vyznačují se vysokou salinitou a některá v létě vysychají. Největším z nich je Lange Lacke. Pro oblast jsou typické také bažiny.
V okolí Neziderského jezera se po staletí střetávaly různé kultury, výsledkem je specifická kulturní krajina, díky které se oblast dostala rovněž na seznam Světového kulturního dědictví. Před příchodem člověka byly pro krajinu typické dubové lesy, z nichž se dodnes dochovala jen malá část. Lesní porost byl slabý nebo zcela chyběl na silně zasolených místech. V rámci využívání krajiny člověkem zde probíhalo například mýcení lesa, pastevectví, senoseč a později také odvodňování. Tradiční byl kolektivní chov dobytka, kdy byla zvířata v rámci jedné vesnice vyháněna ve velkých stádech na společné pastviny.

## Fauna a flora

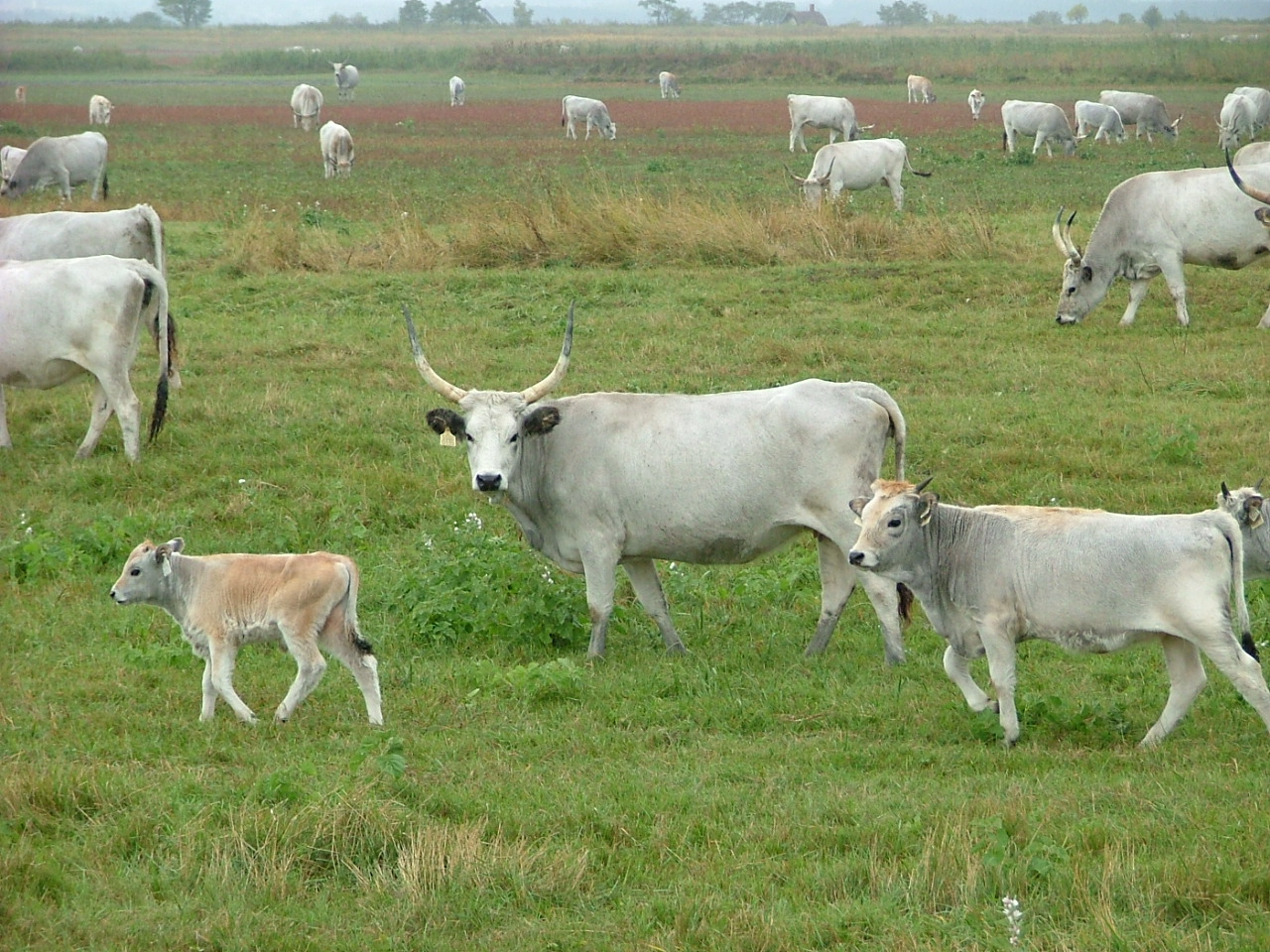
Maďarský stepní skot

Rozsáhlé oblasti porostlé rákosem a mělká jezírka jsou významným místem hnízdění ptáků. Řada druhů tažných ptáků zde odpočívá během své migrace. Ze savců se zde mimo jiné vyskytuje sysel obecný, v roce 2007 sem byl navrácen šakal obecný, který se zde přirozeně vyskytoval až do začátku 20. století. Mezi místní zástupce hmyzu patří například více než 40 druhů vážek, z obojživelníků stojí za zmínku kuňka obecná nebo mlok dunajský. Pastviny jsou udržovány pomocí místních zdomácnělých zvířat, je zde chován například maďarský stepní skot nebo osel domácí.
Díky přítomnosti slaných půd se zde vyskytují slanomilné rostliny jako řeřicha chrupavčitá, slanorožec či hvězdnice slanistá panonská.